# 32 декабря (мультфильм)
«32 декабря» — советский рисованный мультипликационный фильм — мюзикл о семейных отношениях молодой пары, выпущенный в 1988 году и впервые вышедший на экраны 1 января 1989 года. События разворачиваются на фоне песен в исполнении Павла Смеяна, Любови Привиной и ансамбля «Добры молодцы».

## Сюжет
Новогодний мюзикл о том, что произошло с Дедом Морозом на его пути к Новому году. Дед Мороз ведёт к Новому году «поезд жизни», но путь поезду преграждает понурая лошадь. Дед Мороз выясняет, что после ссоры с приревновавшим её мужем, в лошадь превратилась красивая женщина, родившаяся по китайскому гороскопу в год этого животного. А год рождения мужа обрёк его на роль обезьяны. Немало усилий потратил Дед Мороз, чтобы помирить супругов, после чего поезд вновь последовал навстречу Новому году.

## Создатели
| Автор сценария и Режиссёр     | Владимир Самсонов |
| Художник-постановщик          | Евгений Шешенин |
| Композитор                    | Анатолий Киселёв |
| Автор текста песен            | Леонид Дербенёв |
| Исполнители вокальных номеров | Павел Смеян и Любовь Привина, инструментальная группа ансамбля «Добры молодцы»                                                                               |
| Оператор                      | Эрнст Гаман |
| Звукооператор                 | Нелли Кудрина |
| Ассистенты режиссёра          | З. Кредушинская, А. Гришанова |
| Ассистент художника           | А. Цыбин |
| Художник по фонам             | Л. Янелис |
| Художники-мультипликаторы     | Л. Колков, Наталья Базельцева, Андрей Свислоцкий, Евгений Делюсин, Дмитрий Наумов, Ю. Андреев, Ирина Гундырева, Алла Юрковская, Михаил Зайцев, Владлен Барбэ |
| Монтажёр                      | Людмила Рубан |
| Редактор                      | Алиса Феодориди |
| Директор                      | Лидия Варенцова |